# 中川船番所資料館
中川船番所資料館（なかがわふなばんしょしりょうかん）は東京都江東区大島にある資料館。運営は、公益財団法人江東区文化コミュニティ財団。

## 概要
江戸時代に小名木川の東端に設置された中川番所付近に建てられた資料館で、当時の水運や物流を紹介している。

## 利用情報
- 開館時間 - 9:30～17:00（入館は16:30まで）
- 休館日 - 毎週月曜日（月曜日が祝日及び振替休日のときはその翌日）、年末年始、展示替え期間等
- 観覧料金 - 大人（高校生以上）200円、中学生・小学生 50円。団体割引、障害者割引あり。
- 所在地 - 〒136-0072 東京都江東区大島9-1-15

## 交通アクセス
- 都営地下鉄新宿線 東大島駅（大島口）から徒歩5分

## トピック
- 2023年5月22日、天皇の行幸があった[2]。